# Oljokminszk
Oljokminszk (oroszul: Олёкминск) város Oroszország ázsiai részén, Jakutföldön, az Oljokminszki járás székhelye. 
Népessége: 9494 fő (a 2010. évi népszámláláskor).

## Elhelyezkedése
Jakutföld déli részén, Jakutszktól 651 km-re délnyugatra, a Léna-felföld déli lejtőjén helyezkedik el. A Léna bal partján, az Oljokma torkolatával csaknem szemben fekszik, jelentős folyami kikötő. Neve a folyónévből keletkezett.

## Története
Jenyiszeji kozákok egy csapata 1635-ben kis erődítményt épített az Oljokma torkolatánál, melyet idővel a Lénán 12 km-rel följebb költöztettek. A két nagy vízi út kereszteződésében álló létesítmény az Amur völgyébe tartó kozák csapatok találkozóhelye is volt. 1738-ban megnyitották a Léna mentén északra, Jakutszkba vezető kocsiutat és 1743-ban postaállomásokat létesítettek rajta. Oljokminszk a kereskedelmi útvonal fontos pontján feküdt, 1783-ban ujezd székhelye és egyben város, 1822-ben körzet (okrug) székhelye lett. Miután a Középső-Léna vidékén 1852-ben kitört az „aranyláz”, a település a 19. század második felében az aranybányászat egyik központjává vált. A lakosság – köztük a száműzetésüket ott töltő elítéltek – száma folyamatosan nőtt, és egyre többen látogatták a helység több napig tartó vásárait. 1895-ben a Lénán gőzhajózási társaság alakult, két évvel később Oljokminszkban is kikötő létesült. A város a 20. században jelentős folyami kikötővé alakult, 1930-ban járási székhely lett. Repülőterét a világháború idején, 1942-ben létesítették.